# Plan Rhône
Le Plan Rhône est un aménagement qui vise à garantir le développement économique du bassin rhodanien et à promouvoir les opérations permettant de prévenir les inondations du fleuve, afin, d'une part, de protéger les territoires et les populations, d'autre part, de garantir la compétitivité de ces zones.

## Historique
Les deux dernières crues du Rhône ont eu des conséquences économiques et humaines si catastrophiques en particulier dans la plaine du Bas-Rhône, au sud de Tarascon à Arles, qu'elles ont entrainé la mise en chantier du Plan Rhône.

## Objectif
L’objectif Plan Rhône consiste à traiter le cours du fleuve globalement, de la frontière suisse à la mer, de manière que la solution apportée en un point, ne déporte pas le problème ailleurs, ce qui était fréquemment le cas lors des aménagements précédents.